# Gloria Elizo
María Gloria Elizo Serrano (Madrid, 11 de diciembre de 1966) es una letrada española, en su día política de Podemos que ha ocupado la vicepresidencia del Congreso de los Diputados en varias legislaturas. Desde febrero de 2017 hasta marzo de 2020 formó parte de la ejecutiva nacional de Podemos en diferentes responsabilidades y desde junio de 2019 como Secretaria de Regeneración Democrática y Políticas contra la Corrupción. A partir de 2020 dejó de formar parte de la dirección de Podemos al no participar en ninguna de las candidaturas presentadas en la tercera asamblea de Podemos. 

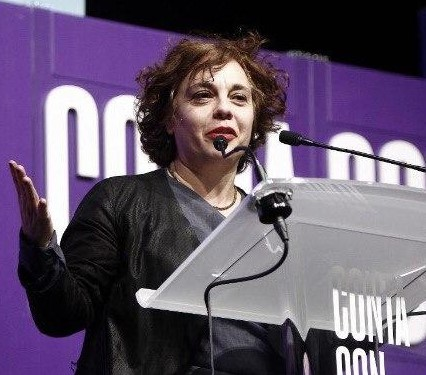
Elizo en Ferrol durante el cierre de campaña de En Común para las elecciones del 10N

## Trayectoria
Licenciada en Derecho por la Universidad Complutense de Madrid, empezó  trabajar como letrada especializada en derecho Penal y Civil. Socia durante doce años de un despacho de abogados, en el año 2002 fue nombrada jueza sustituta en el juzgado de Úbeda (Jaén).
Con la aparición de Podemos se hizo cargo de su representación legal. Como tal, se encargó de las querellas contra Esperanza Aguirre y Eduardo Inda por acusar a Pablo Iglesias de colaborar con ETA y a Podemos de recibir financiación de Venezuela. También impulsó, junto con el abogado Jaume Asens y el exfiscal Carlos Jiménez Villarejo, las querellas contra Jordi Pujol y Marta Ferrusola y colaboró en el contacto que el partido mantuvo con distintos colectivos profesionales. 
El equipo legal de Podemos recibió siete denuncias penales relacionadas con su financiación. Una vez archivadas, se personó como acusación primero contra Manos Limpias y luego contra el periodista Eduardo Inda en la querella contra el comisario José Manuel Villarejo por la trama de las escuchas al Centro Nacional de Inteligencia de la denominada «policía patriótica» que presuntamente fabricaba informes falsos contra opositores como Pablo Iglesias o Xavier Trias.
En noviembre de 2014, presentó junto a Carlos Jiménez Villarejo el documento anticorrupción que fue aprobado en la asamblea constituyente «Sí Se Puede» de Podemos. Al término de la misma fue elegida presidenta de la Comisión de Garantías Democráticas de Podemos con el 86,12% de los votos.
Participó de forma activa en las elecciones generales de 2015, coordinando el programa de anticorrupción y poder judicial, sobre cuya reforma ha publicado varios documentos. Tras las primarias, se presentó como cabeza de lista de la candidatura de Podemos al Congreso de los Diputados por la circunscripción de Toledo. Fue la única candidata de Podemos que consiguió un escaño en Castilla-La Mancha. 
El 13 de enero de 2016, fecha en la que se constituyó la cámara baja, fue elegida vicepresidenta tercera del Congreso con el apoyo de 71 diputados.
En las elecciones generales del 26 de junio revalidó el escaño por Toledo, obteniendo Teresa Arévalo por Albacete un segundo escaño para la Coalición Unidos Podemos en Castilla-La Mancha. El 19 de julio de 2016 fue elegida vicepresidenta cuarta del Congreso de los Diputados. En las elecciones generales del 28 de abril fue de nuevo elegida diputada, en este caso por la Circunscripción electoral de Madrid, ocupando el cuarto lugar en la lista de la coalición Unidas Podemos en dicha circunscripción. El 21 de mayo fue elegida por el Congreso como Vicepresidenta Primera.
A partir del 18 de febrero de 2017 fue miembro de la ejecutiva nacional de Podemos, primero como Secretaria de Acción Institucional y, a partir del 8 de junio de 2019, como Secretaria de Regeneración Democrática y Políticas contra la Corrupción.
Tres meses después de la incorporación de miembros de Podemos al Gobierno de Coalición con el PSOE abandonó la dirección del partido al no presentarse en ninguna de las candidaturas presentes en la tercera Asamblea del Podemos, llevada a cabo en marzo de 2020. Desde entonces ha mostrado en algunas ocasiones opiniones críticas con diferentes aspectos de la línea seguida por la nueva dirección de Podemos tras su incorporación al Gobierno y también con algunas de las acciones del propio Gobierno de Coalición.
Como coordinadora del equipo legal de Podemos se personó como Acusación Popular en la causa seguida contra el Pequeño Nicolás, causa clave contra la corrupción institucional y policial.
También dirigió la Acusación popular en la causa seguida en la Audiencia Nacional conocida como Operación Tándem, un sumario con más de veinte piezas que investiga la trama de corrupción protagonizada por José Manuel Villarejo, periodistas de su confianza, miembros de la policía, políticos de los principales partidos y altos representantes de las principales empresas de este país.
Desde enero de 2021 lleva a cabo un serial en la revista CTXT sobre la corrupción en España titulado 'Deconstruyendo a Villarejo'. En 2022 publicó, junto a Pablo M. Fernández Alarcón, el libro "Villarejo. El emérito de las cloacas".
Es madre de dos hijos.